# Olio vegetale

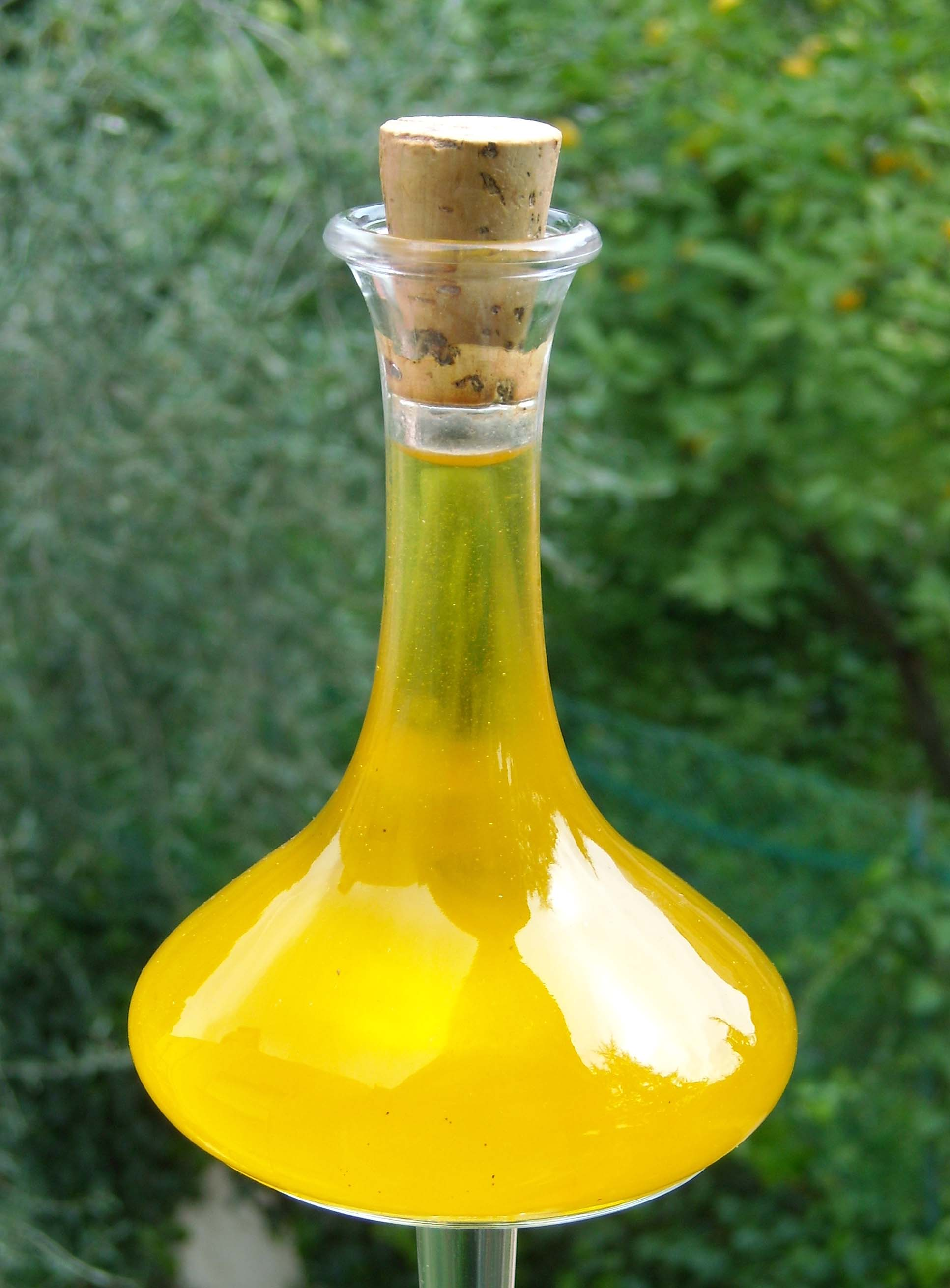
Olio di oliva

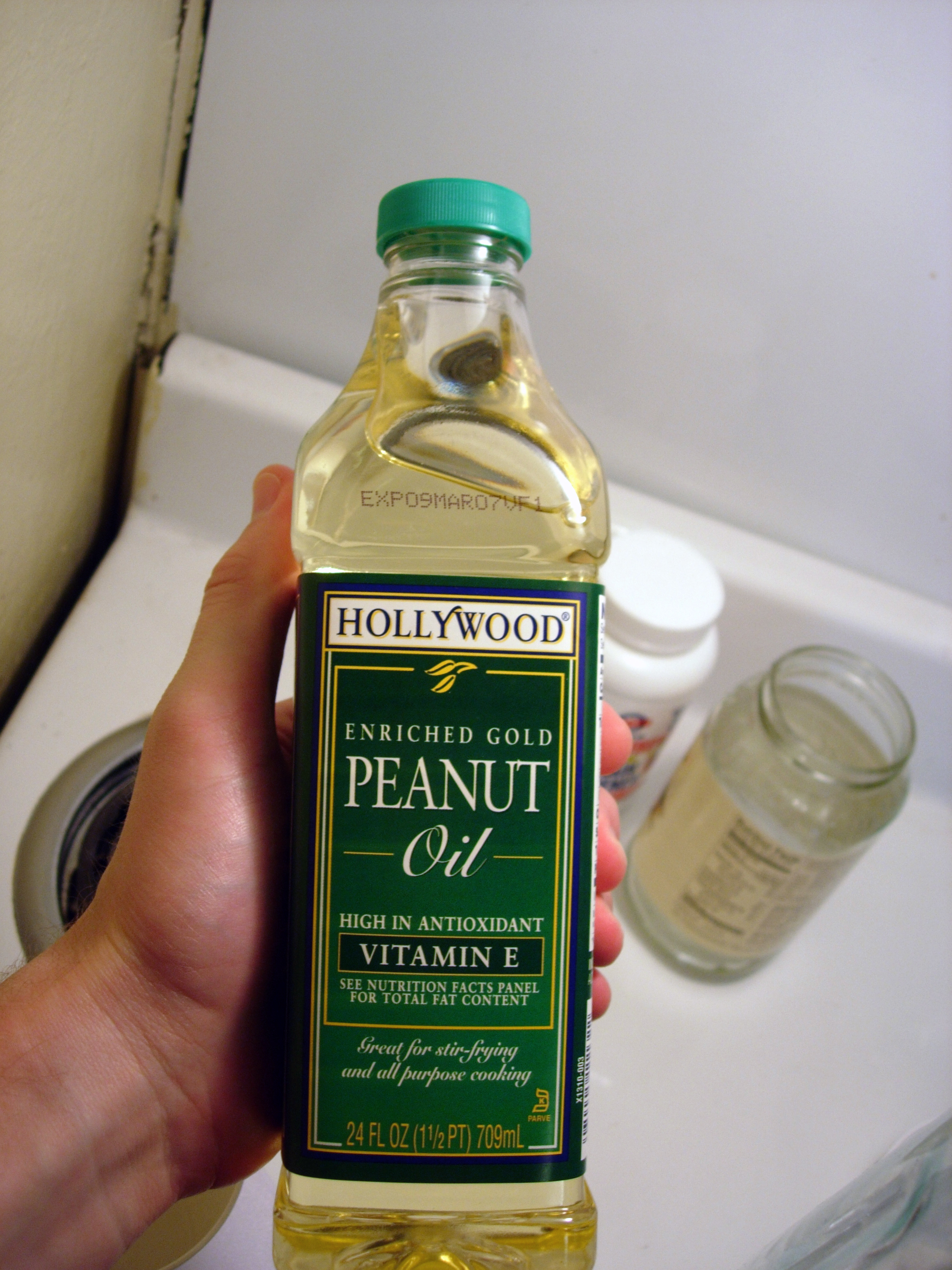
Olio di semi di arachide

Un olio vegetale è un grasso vegetale normalmente liquido alla temperatura tipica nei paesi d'origine. Si tratta di una miscela di lipidi ricavata principalmente da frutti e semi oleosi. Viene definito "olio fisso" per distinguerlo dagli oli essenziali estratti dallo stesso vegetale. Analoghe sostanze normalmente solide a temperatura ambiente possono essere chiamate grassi o burri: es. burro di cacao, burro di karité. 
Gli oli vegetali hanno diversi impieghi: 
- l'alimentazione umana, direttamente o per la cottura dei cibi,
- la produzione di vernici e colori ad olio (oli siccativi come quello di lino),
- la produzione di saponi,
- l'uso come solvente,
- l'uso come biocombustibili,

e in ambienti rurali anche per l'illuminazione, il riscaldamento ambientale e altri utilizzi ancora.
Alcuni oli vegetali come l'olio di colza, l'olio di semi di cotone o di ricino, devono subire una lavorazione che li renda adatti per l'alimentazione umana.
Per ottimizzarne l'utilizzo possono essere oggetto di trasformazioni chimiche come l'esterificazione (attualmente vietata in Italia per uso alimentare), idrogenazione (ad esempio per la produzione di margarina), transesterificazione, frazionamento.

## Alcuni oli vegetali
Oli utilizzati anche per uso alimentare
- Olio di argan
- Olio di arachidi
- Olio di avocado
- Olio di cartamo
- Olio di cocco
- Olio di colza
- Olio di jatropha
- Olio di behen
- Olio di jojoba
- Olio di lentisco
- Olio di lino
- Olio di macadamia
- Olio di mandorle
- Olio di nocciole
- Olio di noci
- Olio d'oliva
- Olio di palma
- Olio di palma bifrazionato
- Olio di palmisto
- Olio di pistacchio
- Olio di ricino
- Olio di riso
- Olio di rosa selvatica
- Olio di sapote
- Olio di semi di arachide
- Olio di semi di borragine
- Olio di semi di canapa
- Olio di semi di cotone
- Olio di semi di girasole
- Olio di semi di mais
- Olio di semi di sesamo
- Olio di semi di soia
- Olio di semi di tabacco
- Olio di semi di zucca
- Olio di vinaccioli

### Composizione e origine
Gli oli vegetali sono composti per la quasi totalità da lipidi, ovvero grassi. Nella maggior parte dei casi, si tratta di trigliceridi, esteri tri-sostituenti la glicerina con una diversa distribuzione di acidi grassi. Gli oli vegetali possono contenere acqua in piccole concentrazioni, tipicamente meno del 2%, ed altri componenti idrofobici (chimicamente apolari): gli idrocarburi come lo squalene nell'olio di amaranto e di oliva, steroli, come ad esempio i fitosteroli, flavonoidi come l'eriocitrina dell'olio di agrumi, limonoidi, carotenoidi, cere, eteri ed esteri diversi non glicerici ed altro. Sono poco o niente idrosolubili ma sono solubili in solventi organici.
Alcuni comuni acidi grassi esterificanti la glicerina contenuti negli oli vegetali:
- Acido arachico
- Acido erucico
- Acido linoleico
- Acido linolenico
- Acido lignocerico
- Acido laurico
- Acido miristico
- Acido oleico
- Acido palmitico
- Acido palmitoleico
- Acido ricinoleico
- Acido stearico

## Piante da cui si ricavano oli vegetali
Fonti dei più comuni oli vegetali:
- Anacardio o acagiù
- Canapa – olio di semi di canapa

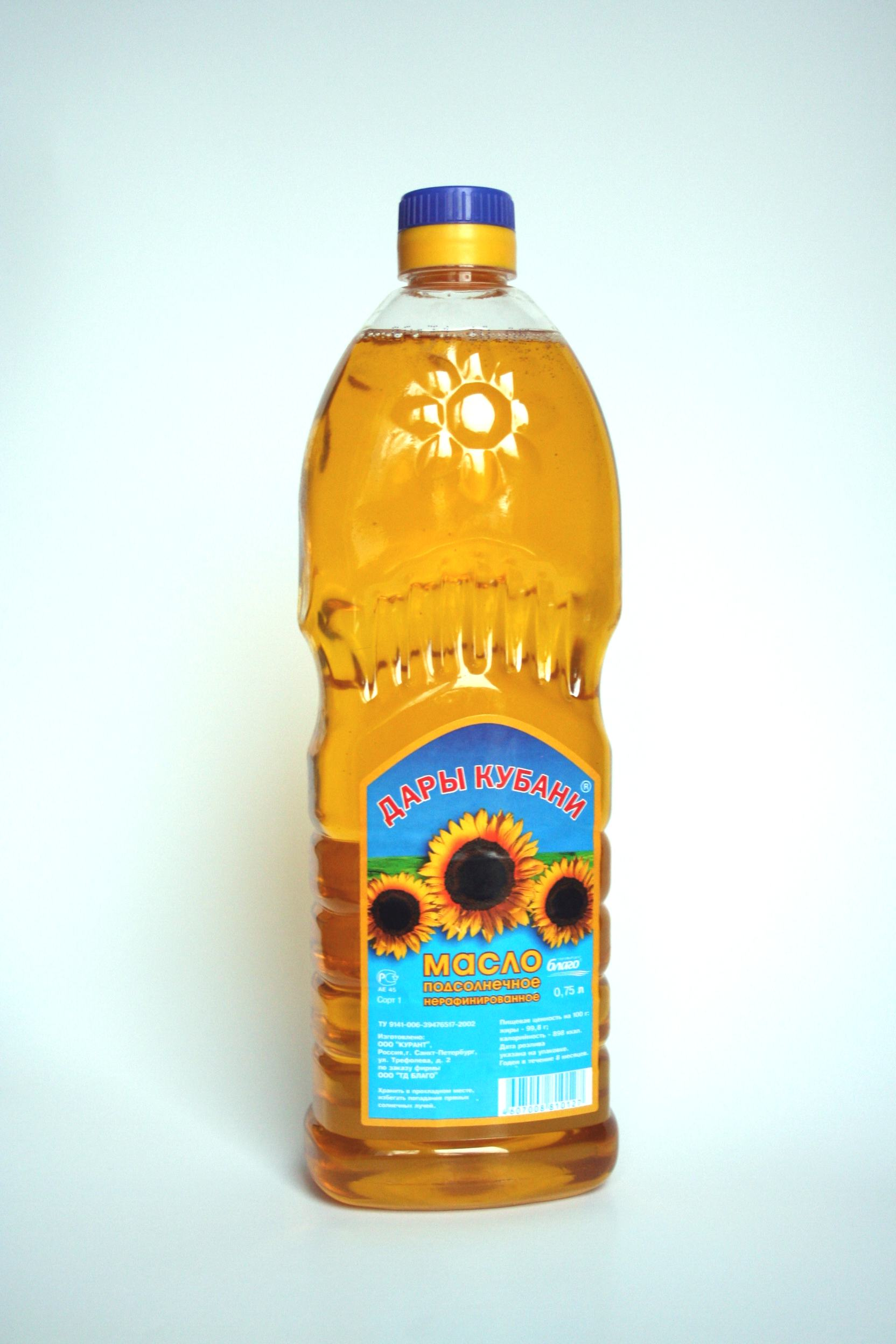
Olio di girasole

- Cartamo anche detto zafferanone o zafferano falso
- Colza
  - Canola (cultivar della colza)
- Girasole – olio di semi di girasole
- Lino  – olio di lino
- Oliva
- Papavero
- Ricino – olio di ricino
- Riso – olio di riso
- Sesamo
- Uva – olio di vinaccioli

Altri oli vegetali:
- Albicocca
- Aleurites moluccanus (olio di kukui),
- Arachide – olio d'arachidi
- Argan
- Avocado
- Granoturco – olio di semi di mais
- Cotone
- Soia
- Jatropha curcas (Olio di jatropha)
- Macadamia – olio di macadamia
- Mandorla
- Nocciola
- Noce
- Noce di cocco (vedi Copra) – Olio di cocco
- Oliva – olio d'oliva
- Palma
  - olio di palma – dal frutto della palma da olio
  - olio di palmisto o di semi di palma – dal seme della palma da olio
- Crusca di riso – usato anche nelle vernici[1]
- Semi di Zucca

## Produzione e usi
L'estrazione può avvenire in due modi:
- Il sistema moderno di lavorazione dell'olio è l'estrazione chimica, usando estratti di solventi, che ha una resa maggiore ed è più veloce e meno costoso.

- Un altro sistema è l'estrazione fisica senza uso di solventi. L'estrazione avviene tramite pressatura. Questo sistema viene spesso usato per produrre olio da cottura, poiché è preferito dai consumatori (per lo meno in Europa).

Escludendo gli oli classificati come "vergini", tutti gli oli vegetali vengono raffinati con un processo chimico finalizzato a ridurne: impurità, cere, cosiddette "gomme", pigmenti, acidi grassi liberi, componenti volatili maleodoranti ecc...
La domanda e produzione mondiale di oli vegetali è in continua crescita, sollecitata dalla fine del XX secolo dalla richiesta di biocombustibili.
Le stime della produzione pubblicate dalla FAO sui principali oli vegetali riportano:
| Produzione del 2018      |                       |
| olio                     | milioni di tonnellate |
| olio di palma            | 71,47                 |
| olio di semi di soia     | 56,91                 |
| olio di colza            | 24,58                 |
| olio di semi di girasole | 18,41                 |
| olio di palmisto         | 7,84                  |
| olio di semi di arachide | 5,55                  |
| olio di semi di cotone   | 4,47                  |
| olio di oliva            | 3,57                  |
| olio di cocco            | 3,28                  |

Produzione mondiale (t)Anno020 Mln40 Mln60 Mln80 Mln100 Mln1961197119811991200120112021Olio di palmaOlio di soiaOlio di colzaOlio di girasoleOlio di palmistoOlio di cotone

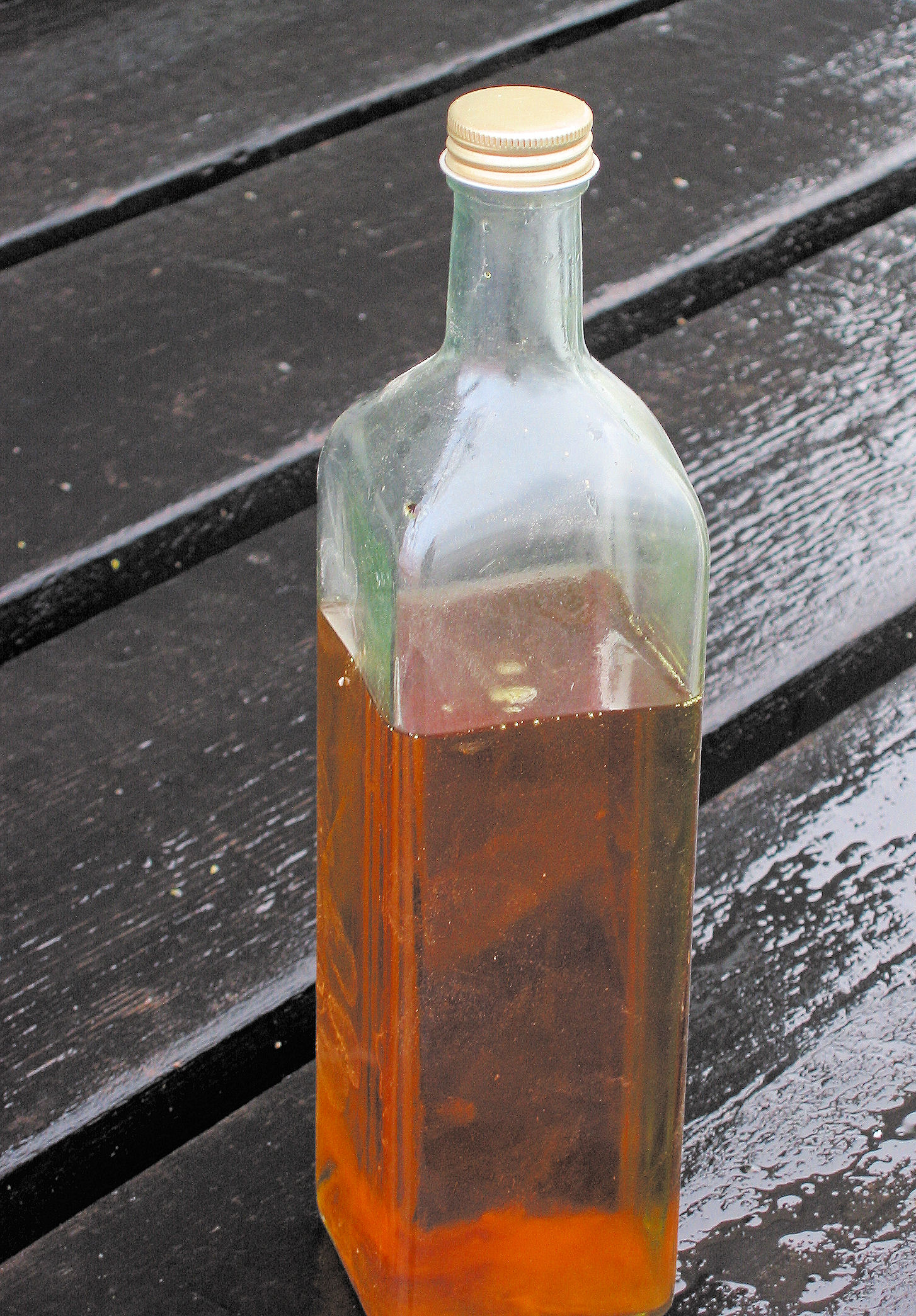
Olio di lino

Questi dati includono usi industriali e di alimentazione per animali. 
L'utilizzo degli oli vegetali nell'alimentazione umana dipende dalle aree geografiche e culture. L'olio di palma, l'olio di palma bifrazionato e l'olio di palmisto in passato soprattutto utilizzati industrialmente per produrre sapone e cosmetici vengono, per la loro economicità, largamente usati nell'industria alimentare, direttamente o in seguito a lavorazioni o derivazione chimica. 
L'olio di colza usato in passato prevalentemente per produrre biodiesel, o usato direttamente come combustibile nelle auto diesel che sono state modificate per tollerarne la maggiore viscosità, se derivato dalle varietà mutanti colza ad alto tenore di acido oleico è molto utilizzato come olio alimentare nel Nord Europa e Nord America. 
Gli oli siccativi. olio di lino, tung, cartamo compreso l'olio di soia (semisiccativo) sono utilizzati dall'industria delle vernici e dei colori, oltre che per la produzione di resine.
Alcuni oli con particolari caratteristiche sono apprezzati dall'industria cosmetica come emollienti: olio di argan, olio di rosa mosqueta, olio di mandole dolci ecc..

### Utilizzo come combustibile
L'interesse per gli oli vegetali utilizzati come materia prima per la produzione di carburanti o combustibili è strettamente dipendente dalle differenze di costo industriale tra il combustibile di derivazione petrolifera e quello di derivazione vegetale e dall'intento di sfruttare maggiormente nel mercato energetico risorse rinnovabili.
Per questo si cerca di privilegiare oli vegetali non destinabili al mercato alimentare, in particolare: oli residui di frittura che nel biennio 2017-2018 rappresentavano il 10% a livello mondiale, il 14% nella UE, degli oli vegetali destinati alla produzione di biodiesel. Di particolare interesse sono anche gli oli non edibili (olio di semi di tabacco, olio di jatropha, olio di pongamia, olio di neem, ecc.) che però al momento non possono sostituirsi agli oli di maggior utilizzo nella produzione di biodiesel: olio di palma, olio di soia, olio di colza.
La progressiva estensione di uso degli oli vegetali (come carburanti), con i livelli di consumo attuali, pone una serie di problemi sociali ed economici di difficile e controversa soluzione.

## Pericoli alimentari
Uno studio del 2005 ha rivelato che durante la frittura effettuata con oli vegetali altamente insaturi, a temperature elevate (185 °C) e per lunghi periodi di tempo, dall'ossidazione dell'acido linoleico si forma l'HNE (4-idrossi-trans-2-nonenale) che è altamente tossico. Questo composto passa nei cibi fritti e potrebbe essere associato a numerose malattie correlate con lo stress ossidativo. Nell'olio di soia, per ossidazione degli acidi grassi si formano altri composti tossici simili all'HNE che portano il nome di HHE, HOE e HDE.
A partire dal 2005, diversi gruppi di ricerca hanno iniziato a svolgere indagini scientifiche sul ruolo dei complessi tra HNE e proteine nello sviluppo delle malattie, rivelando che l'HNE può in alcuni casi svolgere un ruolo da regolatore in molte vie biochimiche.